# Takeo Harada
Takeo Harada (原田 武男 Harada Takeo?), född 2 oktober 1971 i Saga prefektur, är en japansk före detta fotbollsspelare.
Harada började sin karriär 1994 i Yokohama Flügels. Han spelade 107 ligamatcher för klubben. Med Yokohama Flügels vann han japanska cupen 1998. Efter Yokohama Flügels spelade han för Cerezo Osaka, Kawasaki Frontale, Oita Trinita, Avispa Fukuoka och V-Varen Nagasaki. Han avslutade karriären 2010.